# くろねこ
くろねこ（6月11日 - ）は、日本の女性コスプレイヤー、歌手。女性コスプレアイドルグループパナシェ!の元メンバー。
宮城県仙台市出身。フリーランス。秋葉原のカフェ&バーをプロデュース。
主に漫画やアニメのコスプレをし、アニメやゲームのPRイベントや、ニコニコ超会議などにも出演。世界でも知られており、世界コスプレサミットや韓国のイベントにも招待されている。

## 来歴・人物
くろねこは子供の時からアニメが好きで、大学2年生だった2010年からコスプレを始める。コミックマーケットのコスプレ広場を見たのがきっかけで、好きなアニメと漫画のキャラクターをコスプレしている。魔女の宅急便の主人公「キキ」のコスプレは、海外でも人気を博した。衣装を作ることもあり、生放送主としてかつては週1回ニコニコ生放送の配信もしていた。
2011年末に開催されたコミックマーケット81で同じくコスプレイヤーの五木あきら、えなこと共にラブプラスの合わせコスプレを行った。この時コスプレ会場に偶然居合わせたソニー・ミュージックのプロデューサー・矢山貴之が後に他のアーティストのプロモーションビデオに出演を持ち掛けたのが切っ掛けとなり五木あきら、えなこと共にアイドルユニット「パナシェ!」を結成することになる
2013年4月に就職して上京。パナシェ!の活動は週末に行い、くろねこは仕切り役やマネージャー的ポジションを担うことが多かったが、就職してからの多忙さから仕事を優先することを選択。2013年4月26日にパナシェ!は解散に至る。ソロになってからも「週末コスプレイヤー」を自称し、ニコニコ超会議や世界コスプレサミットなど、イベントでの撮影会を重ねた（節「#イベント」も参照）。
2013年9月には、週刊プレイボーイの「コスプレ美女100キャラ×100レイヤー大集合」に掲載された。2014年4月15日には、iTunes Storeで同人音楽「Dragoon」の配信が始まる。この作品はCDでも発売された。また、同人音楽2ndCDシングル「うきうき☆ワンダーランド」や同3rdCDシングル「やくそく」も発売された。
パナシェ!時代に中国に呼ばれることもあったが、ソロになった後も世界コスプレサミットや韓国のイベントに呼ばれるなど、国際的に著名なコスプレイヤーの一人である。インタビューでは、コスプレでキャラに合っていると評価されることが嬉しいこと、自身のコスプレでファンが友達になったり、コミュニティが広がっていくことの意義や喜びを語っている。
2017年10月12日、出版社から初めての写真集「KURONEKO」を発売。
2018年2月9日、コプルトに所属した事をTwitterで報告。
2019年2月2日、KSプロダクションと業務提携。
2019年3月1日、コンセプト・内装・制服をくろねこがプロデュースしたカフェ&バー「猫の隠れ家」が秋葉原でプレオープン。
2022年11月30日、コプルトを退所した事についてTwitterで報告。

## 主な出演

### イベント
2011年
- コミックマーケット81（東京国際展示場、12月30日）- 衣装は白鬼院凜々蝶（妖狐×僕SS）

2012年
- コミックマーケット82（東京国際展示場、8月10・11日）- 衣装はキキ（魔女の宅急便）、サクラ姫（ツバサ-RESERVoir CHRoNiCLE-）
- コミックマーケット83（東京国際展示場、12月29・31日）- 衣装は小鳥遊六花（中二病でも恋がしたい!）、則巻アラレ（Dr.スランプ アラレちゃん）

2013年
- ニコニコ超会議2（幕張メッセ、4月28日）- 衣装は蒼姫ラピス（ボーカロイド）
- コミックマーケット84（東京国際展示場、8月12日）- 衣装はユフィ・キサラギ（ファイナルファンタジーVII）
- 東京ゲームショウ2013（幕張メッセ、9月21日）- 衣装は柚原このみ（ToHeart2）
- コミックマーケット85（東京国際展示場、12月30日）- 衣装はゆきこたん（雪印コーヒーオレたちのゆきこたんプロジェクト）

2014年
- 第10回日本橋ストリートフェスタ2014（でんでんタウン、3月21日）- 衣装はリン・シャオメイ（シャイニング・ハーツ）
- ニコニコ超会議3（幕張メッセ、4月27日）- 衣装は小泉花陽 「R Wonderful Rush覚醒後」（ラブライブ!）
- ワンダーフェスティバル2014夏（幕張メッセ、7月27日）- 衣装は霧嶋董香（東京喰種トーキョーグール）
- コミックマーケット86（東京国際展示場、8月15日）- 衣装は孫尚香（真・三國無双6）
- コミックマーケット87（東京国際展示場、12月28・29日）- 衣装は東北ずん子（東北応援キャラクター）シリカ（ソードアート・オンラインII ALO）

2015年
- ニコニコ超会議2015（幕張メッセ、4月25日）- MC。衣装はユウナ（ファイナルファンタジーX）
- みみめめMIMI 1st LIVE “Welcome to みみめめLAND”（赤坂BLITZ、6月22日）- 衣装はMIMI（ちゃもーい）
- ラグーナテンボス×世界コスプレサミット オールナイトコスプレフェス2015 〜真夜中に集うヲタクたちの宴〜（ラグーナテンボス、7月25日）
- コミックマーケット88（東京国際展示場、8月14・15日）- 衣装は輿水幸子 「SR+ 自称・幸運」（アイドルマスター シンデレラガールズ）リリルカ・アーデ（ダンジョンに出会いを求めるのは間違っているだろうか）
- 池袋ハロウィンコスプレフェス2015（池袋東口エリア、11月1日）- ステージMC。衣装は小日向美穂 「SR+ ハロウィンうぃっち」（アイドルマスター シンデレラガールズ）
- 大アクアプラス祭（両国国技館、11月28・29日）
- アニメイト安利美特台北總店一日店長（台湾、12月13日）
- コミックマーケット89（東京国際展示場、12月29・30日） - 衣装は木之本桜 「羊」（カードキャプターさくら）ネコネ（うたわれるもの 偽りの仮面）

2016年
- 第12回日本橋ストリートフェスタ2016（でんでんタウン 、3月20日）- 衣装はめぐみん（この素晴らしい世界に祝福を!）
- ニコニコ超会議2016（幕張メッセ、4月29日）- MC。衣装は星空凛 「SR くのいち編覚醒後」（ラブライブ!）
- コスプレコレクション010inソウル（韓国、5月21日）- 五木あきら、麗華と出演。衣装は多田李衣菜 「Shine!!」（アイドルマスター シンデレラガールズ）
- タブー・タトゥー コスプレ撮影会（AKIHABARAゲーマーズ本店、7月23日）- 五木あきら、るしゃと出演。衣装はイルトゥトゥミシュ。
- コミックマーケット90（東京国際展示場、8月14日）- 衣装はキャスター 玉藻の前（Fate/Grand Order）
- ニコニコ町会議全国ツアー2016 in 愛知県 名古屋市栄 久屋大通秋まつり（久屋大通公園、10月9日）- 衣装は前川みく 「SR+ マジメ/ネコチャン特訓後」（アイドルマスター シンデレラガールズ）
- 本気(マジ)カルハンズハロウィーン（東急ハンズ池袋店、10月23日）- トークショーと撮影会。衣装はアリス（不思議の国のアリス）
- 池袋ハロウィンコスプレフェス2016（東池袋中央公園、10月29・30日）- ステージMC。五木あきら(29日のみ)、ウサコ、黒子きき(29日のみ)、まさじ(30日のみ)、LOPE(30日のみ)と出演。29日の衣装は小泉花陽 「SR サーカス編覚醒後」（ラブライブ!）30日はロッソ 「冬仕様」（オリジナルバンパイア）
- コミックマーケット91（東京国際展示場、12月31日）- 真空管ドールズブースにえなこ、園崎まゆ(atME)、橘桃奈と出演。衣装は新春型エモ（ブース名）

2017年
- オタクパリピカケイカク（渋谷clubasia、1月21日）- atME、えなこ、Carnival☆Stars、火将ロシエル、DJ AKI、DJキズモ、謎ノプルプルガキテル、他と出演。衣装はウェイトレス、迷彩柄ワンピース。
- 闘会議2017 〜ゲームファンとゲーム大会の祭典〜（幕張メッセ、2月11・12日）- #コンパスステージにコットン太郎とMC出演。衣装はジャンヌダルク（＃コンパス 戦闘摂理解析システム）
- 第13回日本橋ストリートフェスタ2017（でんでんタウン、3月19日）- 衣装は島田愛里寿（ガールズ&パンツァー 劇場版）
- AnimeJapan2017（東京国際展示場、3月25・26日）- Cygamesブースに五木あきら、黒子きき、小日向くるみ、こよみ、星乃まみと出演。衣装はアン（神撃のバハムート マナリアフレンズ）
- ニコニコ超会議2017（幕張メッセ、4月29・30日）- #コンパス 戦闘摂理解析システムブースに番組MCとして出演。衣装はジャンヌダルク。
- コミックマーケット92（東京国際展示場、8月12・13日）- 衣装は小鳥遊自由（グリモア〜私立グリモワール魔法学園〜）、ククリ（魔法陣グルグル）
- C3AFA TOKYO 2017（幕張メッセ、8月26・27日）- ソニー・ミュージックグループブースに出演。衣装は環いろは（マギアレコード 魔法少女まどか☆マギカ外伝）
- #コンパスフェス（六本木・泉ガーデンギャラリー、12月17日）- 衣装はジャンヌダルク。
- RAGE Shadowverse World Grand Prix（ベルサール高田馬場、12月24日）- 五木あきら、火将ロシエル、篠崎こころ、ないる、渚、なっこ、成賀くるみ、みゃこ、山吹りょうと出演。衣装はブリンディ（シャドウバース）

2018年
- 人気コスプレイヤー in 成田空港! SKYRIUM（2月20・21日、第2旅客ターミナルビル本館3階南側ウェイティングエリア）- 伊織もえ、火将ロシエル、ユリコタイガー、宮本彩希と出演。衣装はジャンヌダルク（#コンパス 戦闘摂理解析システム）
- コスミティ!コスプレ&アニソン大パーティ（ナイトクラブ エピカ沖縄、2月25日）- コスプレ撮影会とDJ出演。衣装は 	リリルカ・アーデ（ダンジョンに出会いを求めるのは間違っているだろうか）
- 第14回日本橋ストリートフェスタ2018（日本橋でんでんタウン、3月18日）- 衣装は明石（アズールレーン）
- ニコニコ超会議2018（幕張メッセ、4月28・29日）- 超「#コンパス」ステージに出演。衣装はジャンヌダルク。
- シャドバフェス!2018（幕張メッセ、5月5・6日）- コスプレショー、公式コスプレイヤー撮影会に火将ロシエル、ないる、渚、なっこ、まめだいふく、みゃこ、Lemi、他と出演。衣装はブリンディ。
- ニコニコ町会議in三重県多気町（7月8日）- 「♯コンパス」テントに出演。
- #コンパスライブアリーナ 大阪（オリックス劇場、8月4日）- 衣装はジャンヌダルク。
  - 千葉（市川市文化会館、8月25日）
  - 愛知（豊田市民文化会館、9月8日）

- C3AFA TOKYO 2018（幕張メッセ、8月25日）- 火将ロシエル、山吹りょうと出演。衣装は九十九（コスプレイヤー専用SNS コスらぼっ!）
- 東京ゲームショウ2018（幕張メッセ、9月20 - 23日）- 20・21日はドールズフロントラインブースに千都ちひろと出演、22日は#COMPASS×VocaNicoステージにDJとして出演。23日は#コンパスブースに出演。
- 池袋ハロウィンコスプレフェス2018（サンシャインシティ、10月28日）- 衣装は白坂小梅 「SSR+ センリツノヨル特訓後」（アイドルマスター シンデレラガールズ）
- 西日本豪雨災害および北海道胆振東部地震の支援企画 チャリティー撮影会（東京、11月4日）- 伊織もえ、えなこ、火将ロシエル、篠崎こころ、宮本彩希と出演。

### ゲーム
- バトルガール ハイスクール（コロプラ、2015年9月11日）- iOS・Android端末向けのアプリゲーム。応援企画でレイヤーのあんにゅい豆腐、五木あきら、肉球あやと、星乃まみ、まゆふぁむらと出演。衣装は粒咲あんこ[8][88]。

### CM
- WebCM Google Pay（Google、2018年11月18日）- イベント篇に明石ゆいな、五木あきら、他と出演[89]。

### テレビ
- 特捜警察ジャンポリス（テレビ東京、2017年10月28日・2018年10月27日）- ハロウィンスペシャルに出演[90]。
- コスプレイヤー美保純（映画・チャンネルNECO、2018年12月23日）- 火将ロシエル、木本花音、香川愛生、他と出演[91]。
- 超逆境クイズバトル!! 99人の壁（フジテレビ、2019年8月3日）- 歴代チャンピオンVS99人の壁SPで壁側として出演、挑戦ジャンルは「仙台」。

### ネット
- 東京ゲームショウ2016カウントダウン（Tチケット、2016年8月18日 - 9月17日）- 五木あきら、こよみと出演[92]。
- ＃コンパス 戦闘摂理解析システム "辛口"レビュー会議 / 番外編（ニコニコ生放送、2016年11月9・12・26日・12月3・10日/2017年1月20日）- MC[93]。
  - プレシーズン開幕記念特番（ニコニコ生放送、2016年12月17日）- MC。
  - #コンパスニュース（2017年3月24日 - ）- コットン太郎、まることMC。
- 【Adobe公式】ニコニコAdobe部【ニコニコワークショップ】（ニコニコ生放送、2017年2月20・27日・3月13・27日）- 生徒で出演[94]。
- LiveMe（キングソフト、2019年2月14日 - ）- 月2回[95]。

### モデル
- あなたの“妄想”商品化!『おうちでゆる巫女!』（CAMPFIRE、2016年9月29日）[96]
  - 第2弾（CAMPFIRE、2017年9月）- 火将ロシエルと出演[97]。
- 大正ロマン風「ハイカラさんルームウェア」“妄想”プロジェクト!（CAMPFIRE、2017年3月3日）[98]
- 昭和モダンな雰囲気をルームウェアで堪能。『ゆる袴』商品化プロジェクト!（CAMPFIRE、2017年11月2日）[99]
- アパレルブランド 42(FORTYTWO)とコラボレーション（2018年5月18日）- 火将ロシエル、山吹りょうと参加[100]。
- 昭和モダンを堪能できるルームウェア『ゆる袴』。振り袖と袴がセパレートで新登場!（CAMPFIRE、2018年6月7日）[101]
- コスプレイヤーためのSNSアプリ コスらぼっ!（2018年6月）- 研究員九十九の公式コスプレイヤーとして就任[102]。
- 「おひとり様撮影」現場に突撃取材（KAI-YOU.net、2018年8月9日）- レポーター[103]。

### 評論
- このアニソンで踊りたい 〜アニソン・ダンス・クラシックス30〜（アニメイトタイムズ、2017年10月14日）[104]

## ディスコグラフィ

### ソロ名義
CDシングル（同人）
- Dragoon（2014年4月）
- うきうき☆ワンダーランド（2014年7月7日）
- やくそく（2014年12月23日）[24]
- ing（2016年8月13日）
- キミ想い、時ドキ（2016年12月29日）
- Rainbow Rainbow（2018年8月11日）

イメージDVD（同人）
- くろねこす（2016年8月13日）

写真集（同人）
- KURONEKO（2012年12月31日）
- 俺のくろねこがこんなに黒猫なわけがない（2013年8月11日）
- assent（2014年8月17日）共演:ないる
- 黒髪少女（2014年8月17日）
- 君と。（2014年12月30日）
- なつねこし（2015年8月16日）
- 忍者ッス。（2015年8月16日）
- CUTE（2015年12月31日）
- KABANERI（2016年8月13日）
- 夢見るにゃんこ（2016年8月13日）
- Black Butler（2016年12月29日）
- Meganekoshi -君と眼鏡と休日と（2016年12月29日）
- KLAB 黒タイツの本（2017年8月11日）
- 月と猫（2017年8月11日）
- 黒タイツの本-愛蔵版-（2017年12月29日）
- マフラーとタイツ（2017年12月29日）
- おおきな自宅展示用 黒タイツの本 特大（2018年7月16日）
- ショートパンツの本1、2（2冊）（2018年8月11日）

同人出典はまんだらけ通販を閲覧。
写真集（出版社）
- KURONEKO（主婦の友インフォス、2017年10月12日）ISBN 978-4074268009
- パンツ専門ポーズ集 パンツが大好きだから、大至急パンツを描きたい!（玄光社、2018年4月7日）- デザインADとして参加[106]。ISBN 978-4768309056

### パナシェ!名義
全てデフスターレコーズから発売。
CDシングル
- キラメキ未来図（2012年10月24日）
- スカイビリーヴ（2013年2月13日）[18]

CDアルバム
- リインカーネーション（2013年3月27日）[18]